# مهلب (روستا)
مهلب روستای کوچکی از توابع شهر دبا الفجیره در نوار ساحلی کرانهٔ
دریای عمان از توابع امارت فجیره از امارات هفتگانه دولت امارات متحده عربی واقع شده‌است.

## وجه تسمیت
وجه تسمیت روستا چنان آمده‌است که نسبتاً به ولادت مهلب بن أبی صفره فرمانروای خراسان در این روستا، نام روستا (مهلب) نهاده شده‌است. وچنانکه معروف است مهلب بن أبی صفره در دوران خلافت بنی امیه و بالتحدید در زمان حکم عبدالملک ابن مروان مهلب بن أبی صفره حاکم خراسان بوده‌است.

## جمعیت
جمعیت روستای مهلب در حدود ۳۰۰ نفر (۴۵ خانوار) می‌باشد که از اهل سنت و مالکی مذهب هستند. شغل عمدهٔ مردم و ماهی گیری وتجارت است.

## پیشهٔ مردم
پیشه مردم مهلب ماهی گیری، دامداری وکشاورزی است. از منتوجات زراعتی: خرما، لومی ترش، میوه جات وسبزیجات و غلات است. همچنین صناعت کشتی سازی، کوزه‌گری، قایق سازی ومنتوجات نخیل وشباک صید ماهی‌گیری نیز در این شهرستان رایج است.